# Proctalgia fugax
La proctalgia fugaz es un espasmo del esfínter anal que causa un dolor episódico intenso. Suele ocurrir durante el sueño y el dolor puede durar desde menos de un minuto hasta más de treinta. La mayoría de los pacientes afectados sufren menos de seis episodios por año y pueden pasar muchos meses sin sufrir uno.
Al iniciarse un episodio el paciente siente un fuerte dolor espasmódico en el área anal y la necesidad de defecar aunque esto no es posible ya que la mayoría de los casos suceden con el colon vacío. En los hombres es frecuente que vaya acompañado de erección del pene.
No se conoce la causa y no tiene cura. No está relacionado con otras enfermedades.
Si el dolor es de suficiente intensidad y duración se puede tratar con calor local (por ejemplo en un bidé con agua caliente), enemas de agua templada-caliente y masaje del esfínter anal. Este masaje se hace mejor introduciendo uno o dos dedos bien cubiertos de jabón de ph neutro, que actúa como lubricante, y agua caliente que relaja.
Algunos pacientes sufren episodios por la noche durante el sueño cuando la temperatura corporal se eleva unos grados. Para calmar estos episodios se recomienda bajar la temperatura corporal desprendiéndose de mantas o ropas y crear una circulación de aire, ya sea con un abanico de mano o ventilador eléctrico.
Algunos pacientes recomiendan el uso de fármacos relajantes como amil-nitrito o nitroglicerina.
Cuando es posible defecar esto produce alivio del dolor en la mayoría de los casos y es por esto que los enemas producen alivio. El mero hecho de intentar defecar, aunque no alivia el dolor, parece producir cierto alivio pero el dolor acaba desapareciendo por sí solo una vez que el espasmo desaparece. 
En hombres parece haber cierta indicación de que un estado de tensión sexual intenso y prolongado puede conducir a un episodio espasmódico más tarde esa noche y esto es probablemente debido a que el estado de tensión afecta al esfínter anal y músculos de esa zona.